# 挪威國家圖書館

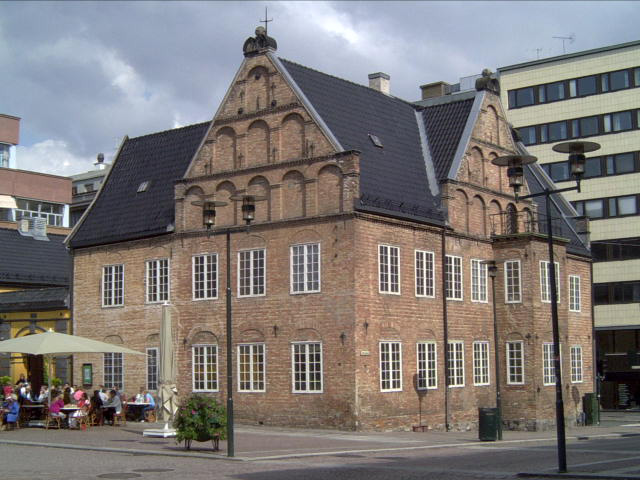
挪威國家圖書館奧斯陸館的建築Rådmannsgården

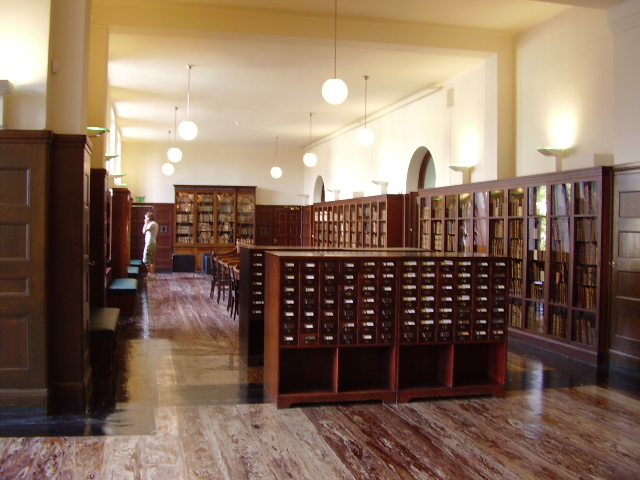
一樓的舊大廳

挪威國家圖書館（挪威語：Nasjonalbiblioteket）是挪威的國家圖書館，也是挪威全國最大的文獻中心，設立於1989年，當時由奧斯陸大學圖書館履行國家圖書館的各項職能。其主要任務是「為未來保存過去」。挪威國家圖書館有兩個館區，分別位於首都奧斯陸和摩城。

## 歷史
挪威國家圖書館的歷史可追溯至1811年奧斯陸大學接收了位於哥本哈根的丹麥皇家圖書館及挪威國王私人館藏複本的捐贈後，奧斯陸大學圖書館正式成立，當時履行國家圖書館的各項職能。1989年，挪威國家圖書館摩城館成立，1992年挪威議會決議建立獨立體系的國家圖書館，1999年國家圖書館正式建立。2005年，挪威國家圖書館奧斯陸館大樓進行全面翻新工程，同年，國際圖書館協會聯合會代表大會於此舉辦。
目前，依據挪威《圖書繳送法》，挪威國家圖書館的職責包括對藏書的保存、開發、研究等方面，也包括收集各領域的作品，如挪威作曲家的音樂作品、挪威音樂檔案的相關資料，以及國內外音樂圖書與期刊等。

## 建築
圖書館的入口由挪威藝術家伊曼紐‧維格蘭於1913年設計，館內的樓梯間裝飾著三段壁畫，描繪了一些著名人士，同期的所有工程都於1933年完工。
2005年，挪威國家圖書館遷回至奧斯陸大學圖書館位在索利賽普拉斯及易卜生門110的原址，同年進行了大規模的整修工程，大修後目前由Entra ASA公司管理建築相關事務。

## 圖書館

### 特色收藏
2017年8月，儲蓄銀行基金會自收藏家William B. Ginsberg購買了數千張挪威和北歐國家的歷史地圖，並全數捐贈給挪威國家圖書館，其中包括最古老的挪威地圖（1482年）。

### 語言庫
2010年開始，挪威國家圖書館受委託而建立了一個挪威語銀行，並開始收集和建立語言資料，語言銀行是一種技術基礎設施，由數位化的語言資料所組成，用於開發語言數據處理的技術，通常服務於發展資訊通信技術的商業用途。

### 數位圖書館計劃（Bokhylla）
挪威國家圖書館於2006年開始系統地進行數位化的工作，目標是將圖書館所有的館藏數位化，預估整體計畫將須20-30年完成。2012年10月，挪威文化部長哈迪亞‧塔吉克啟用了書籍數位化網站「Bokhylla （页面存档备份，存于）」，並在線提供104,000本數位書籍。由於著作權的限制，Bokhylla設置了網路盜版邊境管制，使部分書籍必須透過挪威的IP位址才能查閱，非挪威IP位址的用戶需填寫申請表單。2013年，Bokhylla公布2012年的5100萬頁面瀏覽量，說明挪威國家圖書館基本上已成為一個線上圖書館。

## 外部連結
- 挪威國家圖書館 （页面存档备份，存于）（挪威文）（英文）